# برونو ميشو
برونو ميشو (14 أكتوبر 1935 بسويسرا - 1 نوفمبر 1997) هو لاعب كرة قدم سويسري في مركز الدفاع. شارك مع منتخب سويسرا لكرة القدم. أما مع النوادي، فقد لعب مع نادي بازل.

## وصلات خارجية
- برونو ميشو على موقع قاعدة بيانات كرة القدم.إي يو (الإنجليزية)
- برونو ميشو على موقع ناشيونال فوتبول تيمز (الإنجليزية)
- برونو ميشو على موقع عالم كرة القدم.نت (الإنجليزية)